# Poio
Poio è un comune spagnolo di 14 271 abitanti situato nella comunità autonoma della Galizia.

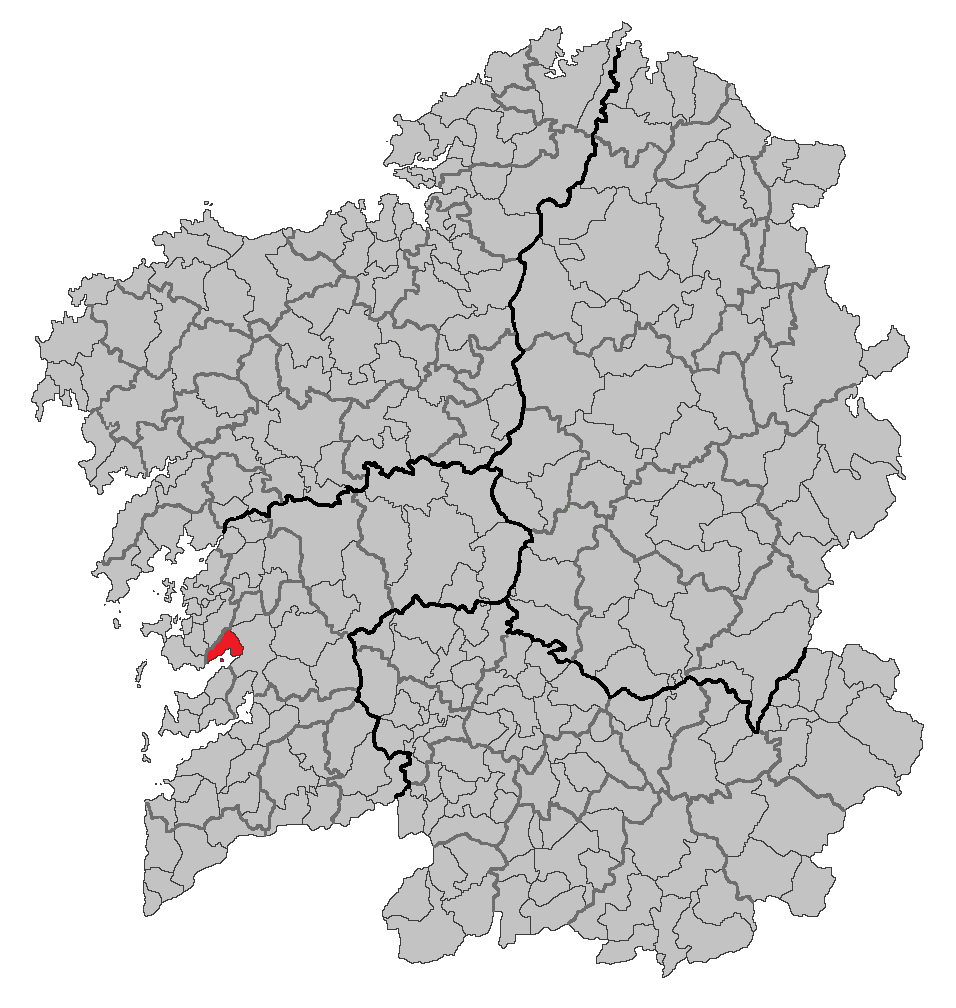
Poio, Pontevedra, Galizia

Importante è la presenza del Monastero di San Juan de Poio come luogo spirituale per la Galizia ed anche attrazione turistica.